# 柄体

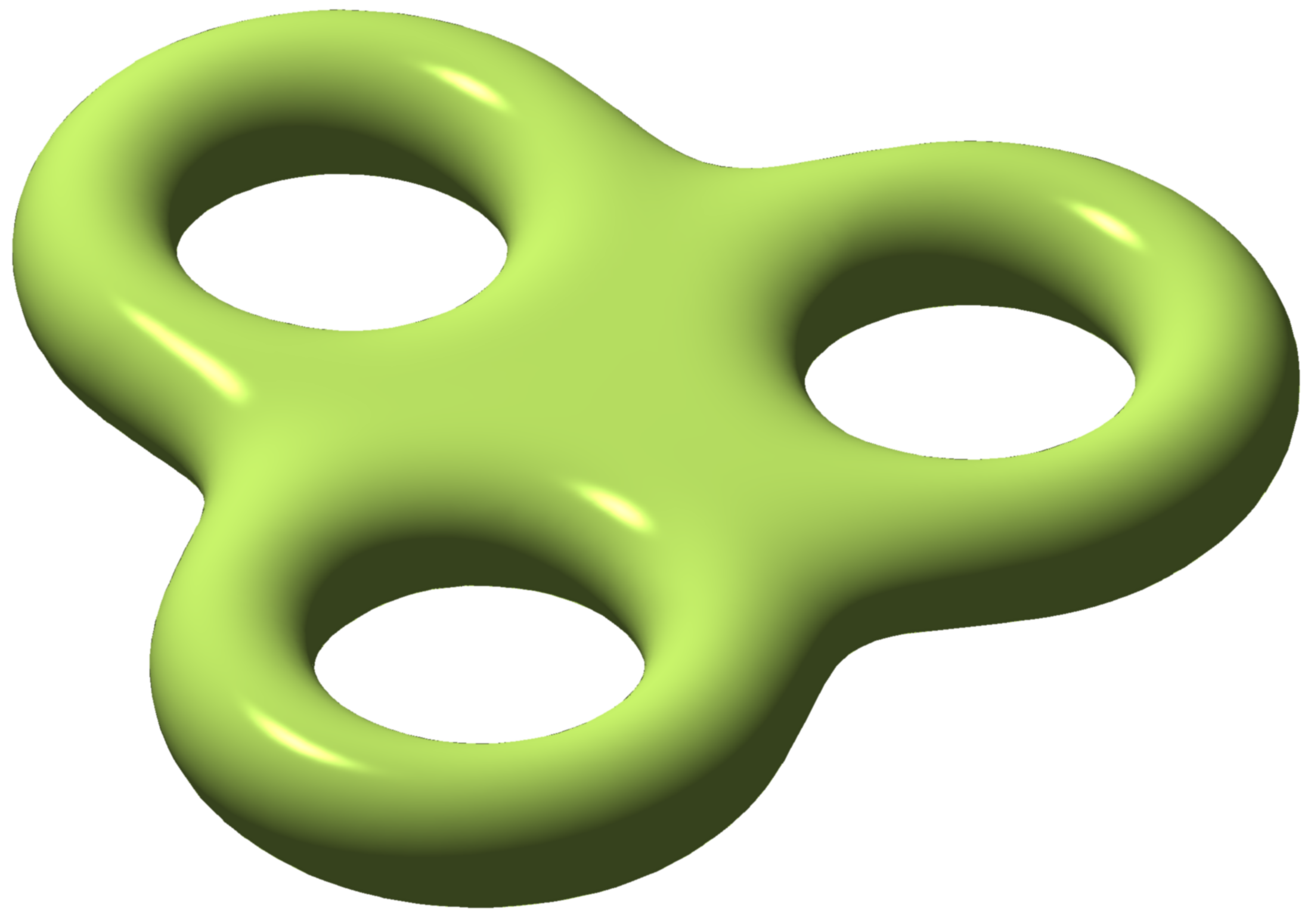
亏格为3的柄体。

几何拓扑中，柄体（handlebody）是将流形分解为标准小块的一种方法。柄体在高维流形的莫尔斯理论、配边理论和割补理论中发挥着重要作用。柄体尤其适用于研究3维流形。
柄体之于流形研究，好比单纯复形和CW复形之于同伦论，允许人们从单个小块及其相互作用的角度分析空间。

## n维柄体
n维有界流形{\displaystyle (W,\partial W)}，
{\displaystyle S^{r-1}\times D^{n-r}\subset \partial W}
（其中{\displaystyle S^{n}}是n维球面，{\displaystyle D^{n}}是n维球体）是嵌入，则称边界为
{\displaystyle (W',\partial W')=((W\cup (D^{r}\times D^{n-r})),(\partial W-S^{r-1}\times D^{n-r})\cup (D^{r}\times S^{n-r-1}))}
的n维流形来自
{\displaystyle (W,\partial W)}
附加（attach）以r柄。
边界{\displaystyle \partial W'}从{\displaystyle \partial W}由割补而来。作为平凡例子，附加0柄就是取球的不交并；给{\displaystyle (W,\partial W)}附加n柄是沿 {\displaystyle \partial W}的任意球面组分胶合进一个球。勒内·托姆和约翰·米尔诺用莫尔斯理论证明流形（无论有无边）都是柄体，即流形可表为柄的交。这个分解不是唯一的：柄体分解的操作是证明斯梅尔h配边定理及其推广到s配边定理的基本要素。
若流形是r柄的交（{\displaystyle r\leq k}），则称流形是k柄体，不同于流形的维度。例如，4维2柄体是0柄、1柄与2柄的并。流形都是n柄体，即流形都是柄的交。不难看出，当且仅当流形具有非空的边界时，流形是(n-1)柄体。
流形的柄分解确定了流形的CW复形分解，因为附加一个r柄同伦等价于附加一个r胞腔。不过，柄分解提供的信息不仅是流形的同伦类：柄分解在同胚意义上完全描述了流形。怪球面都是0柄与n并的交。4维中，只要附加映射光滑，甚至还能描述光滑结构；但在更高维度则不能。

## 3维柄体
柄体可定义为有向有界3维流形，包含逐对不交、规范嵌入（properly embed）的2圆盘，使沿圆盘切下的流形形成3球。想象一下这个过程反过来，是如何得到柄体的（有时最后一个定义中的“有向”被去掉了，于是就得到了具有无向柄的更一般的柄体）。
柄体的亏格是其边界曲面的亏格。在同胚的意义上，非负整数亏格的柄体只有一个。
柄体在3维流形理论中的重要性来自于与希加德分裂的联系。几何群论中柄体的重要性来自于柄体的基本群自由这一事实。
较老的文献中，3维柄体有时被称作“有柄立方体”（cube with handles）。

## 例子
令G维嵌入在n维欧氏空间的连通有限图。令V为欧氏空间中G的闭规范邻域，则V是n维柄体。图G称作V的“脊”（spine）。
0亏格柄体同胚于3球{\displaystyle B^{3}}。1亏格柄体同胚于{\displaystyle B^{2}\times S^{1}}（其中{\displaystyle S^{1}}是圆），称作实环面（solid torus）。其他柄体都可通过取实环面集合的边界连通和得来。